# Сува гора (Преспа)
 Тази статия е за планината в Албания и Гърция.  За планината в Северна Македония вижте Сува гора.  
Сува гора или понякога книжовно Суха гора (на албански: Mal i thatë, на гръцки: Σούα Γκόρα) е планина в областта Долна Преспа, разположена на територията на Албания и Гърция.

## Описание
Планината в Албания е естественото продължение на Галичица на юг и разделя Охридското на запад от Преспанското езеро на изток. Тук е и най-високият връх на Сува гора - Вир (Плая е Пусит) - 2286 m. На юг Сува гора преминава в хребета Иван или Свети Иван (Иванит, 1767 m), от който е отделена от Звезденския проход между Звезда и Зърновско. Друг висок връх тук е Малък Иван (Иванит Вогъл). Оттук планината завива на югоизток и свършва в опашката на Малкото Преспанско езеро, която я отделя от Корбец. Няколко хребета на север отделят Голямото от Малкото Преспанско езеро - Слива (1414 m), Калугер (Калугерит, 1480), през които минава албанско-гръцката граница, Цуцул (Рамнина) и Дева (Осой), които са на гръцка територия. Тези хребети понякога са наричани Орохска планина или Орохски планини.